# Семитские языки
Семи́тские языки́ — семья языков; одна из семей афразийской, или семито-хамитской, макросемьи языков, распространённых на Ближнем Востоке, в Северной и в Восточной Африке. Она объединяет несколько крупных языковых объединений, связанных отношениями более или менее близкого родства. Развились из прасемитского языка.
Из оставшихся сегодня семитских языков наиболее широко распространены:
- арабский язык (родной для приблизительно 240 млн человек[4][5], общее число говорящих — около 300 млн человек; обладает большим количеством диалектов),
- амхарский (25 млн чел.),
- тигринья (9 млн чел.),
- иврит (9,3 млн чел.),
- ассирийский новоарамейский (1—2 млн чел.),
- мальтийский язык (371 900 чел.).

## Название
Название «семитский» было создано в 1781 году Шлёцером Альбертом Людвигом для обозначения языков, являющихся близкородственными арабскому, ивриту и арамейским, а также народов, говорящих на них. Название происходит от имени Сима, старшего из сыновей Ноя. 

## История
Согласно распространённой гипотезе, предки носителей протосемитского языка пришли в Переднюю Азию из Африки, где находилась прародина афразийских языков. Они могли зародиться в Леванте приблизительно в 3750 г. до нашей эры; их носители пришли на полуостров Сомали с юга Аравийского полуострова в 800 г. до н. э. либо намного раньше. Кроме того, они могли зародиться в Северной Африке, после чего их носители переселились на восток и на юго-восток, в сторону Эфиопии. По мнению семитолога Ю. Заринса, семитские языки возникли на Аравийском полуострове на территории кочевого пастушеского комплекса, который появился в период осушения климата в конце докерамического неолита на древнем Ближнем Востоке.
На протяжении нескольких тысячелетий семитские племена неоднократно совершали переселения на север, ассимилируя население других областей. В 3-м тысячелетии до н. э. они заняли Месопотамию и, возможно, населяли тогда области, соответствующие территории нынешней Сирии. Первые семитские имена встречаются в шумерских источниках XXIX века до н. э.
Один из наиболее широко распространённых диалектов прасемитского языка стал называться аккадским — по географическому названию Аккада, столицы Саргоновской империи (2350—2170 до н. э.). Элементы аккадского языка проникали в шумерский. В это же время в смежных областях преобладали другие семитские языки: в северо-восточной Сирии — эблаитский, в южной Сирии — аморитский, в Ханаане — ханаанейский, на средиземноморском побережье — угаритский.
Во 2-м тысячелетии до н. э. и Ассирийское, и Вавилонское царства, основанные аморитами, широко использовали собственные диалекты аккадского языка. Носители этого языка использовали для записи клинопись, унаследованную от шумеров. Вместе с тем доступно много источников и по западносемитским языкам, чему способствовало их новое изобретение — алфавит (в 1-м тысячелетии до н. э. финикийский алфавит был положен в основу греческого алфавита). Ранние семитские алфавиты, как и современные, не включают знаков для гласных. К концу 2-го тысячелетия до н. э. появляются также надписи на семитских языках халдеев и сутиев. В ближневосточной системе международных отношений середины 2-го тысячелетия до н. э. языком дипломатической переписки выступала аккадская клинопись, о чём свидетельствует Амарнский архив египетских фараонов.
Позднее роль лингва франка во всём регионе Ближнего Востока выполнял арамейский язык, распространившийся как следствие ассирийских завоеваний. Особенно его положение усилилось в эпоху правления Ахеменидов (VII—IV века до н. э.), при которых он стал официальным языком империи. 
В начале 1-го тысячелетия до н. э. происходило расширение области использования семитских письменностей: финикийцы освоили берега Средиземного моря, а в Эфиопии появились первые надписи южноаравийским письмом на языке геэз, относящиеся к государству Даамат.

## Классификация
- Восточносемитские языки †
  - аккадский язык †
    - старовавилонский диалект †
      - нововавилонский диалект †
        - поздневавилонский диалект †

    - староассирийский диалект †
      - новоассирийский диалект †

  - эблаитский язык †
- Западносемитские языки
  - Центральносемитские языки
    - Северозападносемитские языки
      - угаритский язык †
      - аморейский язык †
      - Ханаанейские языки
        - финикийский язык †
          - пунический язык †

        - моавитский язык †
        - эдомитский язык †
        - древнееврейский язык †
          - иврит

      - язык Дейр-Алла
      - Самальский язык †
      - Староарамейский язык †
        - сирийский язык †
          - Новоарамейские языки
            - западный новоарамейский язык
            - туройо
            - мандейский язык
            - Северо-восточные новоарамейские языки
            - Еврейско-арамейские языки

    - Аравийские языки
      - Северноаравийские языки †
      - доклассический арабский язык †
        - классический арабский язык †
          - современный стандартный арабский язык
          - современные диалекты арабского
          - мальтийский язык

  - Южносемитские языки
    - Южноаравийские эпиграфические (сайхадские) языки †
      - минейский язык †
      - сабейский язык †
      - катабанский язык †
        - аусанский язык † (?)

      - хадрамаутский язык †

    - Современные южноаравийские языки
      - мехри
      - сокотрийский язык
      - шехри
      - батхари
      - харсуси
      - хобйот

    - Эфиосемитские языки
      - северные эфиосемитские языки
        - геэз †
        - тигринья
        - тигре
          - дахлик

      - южные эфиосемитские языки
        - амхарский язык
        - аргобба
        - селти
        - зай
        - гафат †
        - соддо

## Письменность
Для записи семитских языков используются и использовались различные письменности. К финикийскому алфавиту, являющемуся одной из самых древних в истории человечества фонетических письменностей, восходит греческий алфавит, а также развившиеся из него латиница и кириллица. 

## Лингвистическая характеристика

### Фонетика
Фонетическому строю семитских языков свойственны следующие особенности:
- три ряда (серии) согласных звуков (звонкие, глухие и эмфатические);
- ограниченное количество гласных и их подчинённая роль;
- развитая система гортанных согласных.

### Морфология, синтаксис и лексика
Особенности семитских языков в этих областях:
- морфология:

- - трёхсогласный корень с непостоянным гласным составом;
  - наличие двух родов (мужской и женский);
  - наличие двух-трёх чисел (у некоторых из этих языков есть двойственное число);
  - наличие до трёх падежей (именительный, винительный, родительный);
  - наличие особого — сопряжённого — состояния у имён (см. изафет, идафа, смихут);
  - в древности глагольная система состояла из перфекта-имперфекта; позднее перфект переосмыслился, как правило, как прошедшее время, имперфект — как будущее (например, в иврите) или настоящее (например, в арабском) время;
  - система глагольных пород (см. бинъян) и словообразовательных моделей;
  - общая система местоименных суффиксов;
- синтаксис:
  - порядок слов в семитских языках изначально был VSO (сказуемое—подлежащее—дополнение), но в современных иврите и арабском порядок слов — скорее SVO;
  - в современных эфиосемитских языках порядок слов — SOV[13].
- лексика:
  - общий словарный запас, охватывающий порядка 20 000 слов самых различных областей употребления.